# Maroko
Maroko (arabsko المغرب; uradno Kraljevina Maroko) je obmorska država v severozahodni Afriki. Na severu meji na Sredozemsko morje in Gibraltarsko ožino, na zahodu na Atlantski ocean, na vzhodu na Alžirijo, s katero ima zaprto mejo, ter na jugozahodu na Zahodno Saharo, katere del sta okupirala skupaj z Mavretanijo, tako da ima prek zasedbenega območja dostop tudi do Mavretanije. Maroko zahteva tudi španske eksklave Ceuta, Melilla in Peñón de Vélez de la Gomera ter več majhnih otokov ob njegovi obali pod španskim nadzorom. Ima približno 37 milijonov prebivalcev. Islam je hkrati uradna in prevladujoča vera, medtem ko sta arabščina in berberski jezik uradna jezika. Poleg tega sta razširjena francoščina in maroško narečje arabščine. Kultura Maroka je mešanica arabske, berberske, afriške in evropske kulture. Njeno glavno mesto je Rabat, največje mesto pa Casablanca.
Območje, ki sestavlja Maroko, je bilo naseljeno že od paleolitika pred več kot 300.000 leti. Idrisidsko rodbino je ustanovil Idris I. leta 788, Maroku pa je pozneje vladala vrsta drugih neodvisnih rodbin, ki je svoj vrhunec kot regionalna sila dosegla v 11. in 12. stoletju pod dinastijama Almoravidov in Almohadov, ko je nadzoroval večino Iberskega polotoka in Magreb. Stoletja arabskega preseljevanja v Magreb od 7. stoletja so spremenila demografski obseg regije. V 15. in 16. stoletju se je Maroko soočal z zunanjimi grožnjami svoji suverenosti, pri čemer je Portugalska zavzela nekaj ozemlja, Osmansko cesarstvo pa je poseglo z vzhoda. Rodbini Marinid in Saadi sta se sicer uprli tuji nadvladi in Maroko je bil edina severnoafriška država, ki se je izognila osmanski nadvladi. Rodbina Alavi, ki državi vlada še danes, je oblast prevzela leta 1631 in v naslednjih dveh stoletjih razširila diplomatske in trgovinske odnose z zahodnim svetom. Strateška lega Maroka blizu izliva v Sredozemsko morje je ponovno vzbudila zanimanje Evropejcev; leta 1912 sta Francija in Španija razdelili državo na ustrezne protektorate in si pridržali mednarodno območje v Tangerju. Po občasnih nemirih in uporih proti kolonialni vladavini je Maroko leta 1956 ponovno pridobil neodvisnost in se ponovno združil.
Maroko je edina afriška država, ki trenutno ni članica Afriške unije. Je pa članica Arabske lige, Unije arabskega Magreba, Organizacije islamskega sodelovanja, skupine 77 in je glavna ne-NATO-va zaveznica ZDA. Maroko je enotna pol-ustavna monarhija z izvoljenim parlamentom. Izvršno vejo oblasti vodita maroški kralj in predsednik vlade, medtem ko je zakonodajna oblast v dveh domovih parlamenta: predstavniškem domu in domu svetnikov. Sodno oblast ima ustavno sodišče, ki lahko presoja veljavnost zakonov, volitev in referendumov.Kralj ima obsežna izvršilna in zakonodajna pooblastila, zlasti nad vojsko, zunanjo politiko in verskimi zadevami; izdaja lahko uredbe, imenovane dahirji, ki imajo veljavo zakona, lahko pa tudi razpusti parlament po posvetovanju s predsednikom vlade in predsednikom ustavnega sodišča.

## Etimologija in ime
Beseda Maroko izvira iz španskega imena za državo, Marruecos, ki izhaja iz imena mesta Marakeš, ki je bilo glavno mesto Almoravidov, kalifata Almohad in rodbine Saadov.] Med obdobjem Almoravidov je bilo mesto Marakeš ustanovljeno pod imenom Tāmurākušt, kar izhaja iz starodavnega berberskega imena mesta amūr n Yakuš (dob. 'dežela/država Boga').
Zgodovinsko gledano je bilo ozemlje del tega, kar so muslimanski geografi označevali kot al-Maghrib al-Aqṣā (المغرب الأقصى 'najbolj oddaljeni zahod [islamskega sveta]'), kar približno označuje območje od Tiareta do Atlantika) nasprotno s sosednjimi regijami al-Maghrib al-Awsaṭ  المغرب الأوسط 'Bližnji zahod': Tripoli do Béjaïa) in al-Maghrib al-Adnā  (المغرب الأدنى 'Najbližji zahod': Aleksandrija do Tripolija).
Sodobno arabsko ime Maroka je al-Maghrib (المغرب, prev. 'dežela sončnega zahoda', zahod'), uradno arabsko ime kraljestva pa je al-Mamlakah al-Maghribīyah (المملكة المغربية; prev. 'kraljestvo sončnega zahoda/zahod'). V turščini je Maroko znan kot Fas, ime, ki izhaja iz njegove srednjeveške prestolnice Fes, ki izhaja iz arabske besede Faʾs (فأس; prev. 'kramp'), saj je ustanovitelj mesta Idris I. ibn Abd Alah domnevno uporabljal srebrn in zlat kramp da bi izrisal obris mesta. V drugih delih islamskega sveta, na primer v egipčanski in bližnjevzhodni arabski literaturi pred sredino 20. stoletja, je bil Maroko običajno imenovan Murakuš (مراكش). Izraz se še danes uporablja za Maroko v več indoiranskih jezikih, vključno s perzijščino, urdujem in pandžabščino.
Maroko se politično omenja tudi z različnimi izrazi, ki označujejo šarifijsko dediščino rodbine Alavi, kot so al-Mamlaka aš-Šarīfa (المملكة الشريفة), al-Iyālah aš-Šarīfa (الإيالة الشريفة) in al-Imbarāṭūrija aš-Šarīfa (الإمبراطورية الشريفة), prevedeno v francoščini kot l'Empire chérifien ali 'Šarifsko cesarstvo'.

## Zgodovina

### Prazgodovina in antika
Območje današnjega Maroka je bilo naseljeno vsaj od paleolitika, začenši nekje med letoma 190.000 in 90.000 pred našim štetjem. Nedavna objava je nakazala, da obstajajo dokazi o še zgodnejših človeških bivališčih na tem območju: fosili Homo sapiensa, ki so bili odkriti v poznih 2000-ih v bližini atlantske obale v Džebel Irhoudu, so bili nedavno datirani na približno 315.000 let nazaj. V zgornjem paleolitiku je bil Magreb bolj rodoviten kot danes, podoben savani, v nasprotju s svojo moderno sušno pokrajino.
Študije DNK iberomavrskih ljudstev v Taforaltu v Maroku izpred približno 15.000 let so odkrile, da imajo značilno magrebsko poreklo, sestavljeno iz mešanice bližnjevzhodnega in afriškega porekla, ki je še vedno del genoma sodobnih severozahodnih Afričanov. Kasneje med neolitikom, od pred približno 7500 leti, je v severozahodno Afriko prišlo do selitve evropskih neolitskih kmetov z Iberskega polotoka (ki so izvirali iz Anatolije nekaj tisoč let pred tem), pa tudi pastirjev iz Levanta, ki sta oba prav tako pomembno prispevala k poreklu sodobnih severozahodnih Afričanov. Protoberberska plemena so se razvila iz teh prazgodovinskih skupnosti v pozni bronasti in zgodnji železni dobi.
V zgodnjem delu klasične antike so severozahodno Afriko in Maroko počasi pritegnili v širši nastajajoči sredozemski svet Feničani, ki so tam ustanovili trgovske kolonije in naselbine, med katerimi so bile najpomembnejše Chellah, Lixus in Mogador. Mogador je bil ustanovljen kot feničanska kolonija že v 6. stoletju pr. n. št..
Maroko je pozneje postal kraljestvo severozahodne afriške civilizacije starodavne Kartagine in del Kartaginskega imperija. Najzgodnejša znana neodvisna maroška država je bila berberska kraljevina Mavretanija pod kraljem Bago. To starodavno kraljestvo (ne smemo ga zamenjevati s sodobno državo Mavretanijo) je cvetelo okoli leta 225 pred našim štetjem ali prej. Mavretanija je postala klientsko kraljestvo Rimskega cesarstva leta 33 pr. Cesar Klavdij I. je Mavretanijo neposredno priključil leta 44 našega štetja, s čimer je postala rimska provinca, ki ji je vladal cesarski guverner (bodisi prokurator Avgusti bodisi legatus Augusti pro praetore).
Krščanstvo v Maroku se je pojavilo v rimskih časih, ko so ga izvajali berberski kristjani v rimski Tingiški Mavretaniji. Med krizo v 3. stoletju so dele Mavretanije ponovno osvojili Berberi. Do poznega 3. stoletja je neposredna rimska vladavina postala omejena na nekaj obalnih mest, kot sta Septum (Ceuta) v Tingiški Mavretaniji in Cherchel v Cezarejski Mavretaniji (Mauretania Caesariensis). Ko so leta 429 našega štetja območje opustošili Vandali, je Rimsko cesarstvo izgubilo svojo preostalo posest v Mavretaniji, nadzor nad njimi pa so prevzeli lokalni mavro-rimski kralji. Leta 530 je Vzhodno rimsko cesarstvo pod bizantinskim nadzorom ponovno vzpostavilo neposredno cesarsko oblast Septuma in Tingija, utrdilo Tingis in postavilo cerkev.

### Ustanovitev in rodbine
Muslimansko osvajanje Magreba, ki se je začelo sredi 7. stoletja, je bilo dokončano pod Omajadskim kalifatom do leta 709. Kalifat je na to območje uvedel tako islam kot arabski jezik; v tem obdobju se je tudi začel trend preseljevanja Arabcev v Magreb, ki bo trajal stoletja in povzročil demografski premik v regiji. Čeprav je bil Maroko del večjega imperija, je bil sprva organiziran kot pomožna provinca Ifriqiya, z lokalnimi guvernerji, ki jih je imenoval muslimanski guverner v Kairouanu.
Avtohtona berberska plemena so sprejela islam, vendar so ohranila svoje običajne zakone. Plačevali so tudi davke novi muslimanski upravi. Prva neodvisna muslimanska država na območju sodobnega Maroka je bila Kraljevina Nekor, emirat v gorovju Rif. Ustanovil jo je Salih I. ibn Mansur leta 710 kot državo stranko Omajadskega kalifata. Po izbruhu Berberskega upora leta 739 so Berberi ustanovili druge neodvisne države, kot sta Miknasa Sijilmasa in Barghawata.
Ustanovitelj rodbine Idrisidov in pravnuk Hasana ibn Alija, Idris ibn Abdalah, je po poboju njegove družine s strani Abasidov v Hedžasu pobegnil v Maroko. Prepričal je berberska plemena Avraba, da prekinejo svojo zvestobo oddaljenim abasidskim kalifom, in leta 788 ustanovil rodbino Idrisidov. Idrisidi so ustanovili Fes kot svojo prestolnico in Maroko je postal središče muslimanskega učenja in velika regionalna sila. Idriside so leta 927 izgnali Fatimidski kalifat in njihovi zavezniki Miknasa. Potem ko je Miknasa leta 932 prekinil odnose s Fatimidi, jih je Maghrawa iz Sijilmase leta 980 odstranil z oblasti.
Od 11. stoletja naprej se je pojavila vrsta berberskih rodbin. Almoravidi iz južnega Maroka (1054–1147) s prestolnico v Marakešu (od 1062) so osvojili velik del muslimanske Španije in zahodne Alžirije; v tem času je v Maroko doživel gospodarski in kulturni razcvet. Sledila je rodbina Almohadov z Atlasa (1147–1269) in dosegla vrhunec pod vladavino Abu Yusufa al-Mansurja (1184–1199), nato pa popolnoma propadla zaradi notranjih sporov in španske rekonkviste. Od 13. stoletja naprej je država doživela množično selitev arabskih plemen Banu Hilal. V 13. in 14. stoletju so Zenata Berber Marinids imeli oblast v Maroku in si prizadevali posnemati uspehe Almohadov z vojaškimi akcijami v Alžiriji in Španiji. Sledili so jim Wattasidi. V 15. stoletju je rekonkvista končala muslimansko vladavino v Iberiji in mnogi muslimani in Judje so zbežali v Maroko.[51]
Njihovo oblast je zlomila dinastija Merinidov (1269–1469) in prestolnico prestavila v Fes. Portugalci so 1415 osvojili Ceuto, nato še Tanger, Safi in Agadir, španci pa Melillo (1497).
Portugalska prizadevanja za nadzor nad atlantsko pomorsko trgovino v 15. stoletju niso močno vplivala na notranjost Maroka, čeprav so uspeli nadzorovati nekatere posesti na maroški obali, vendar niso posegli dlje v notranjost.
Leta 1549 je regija padla pod zaporedne arabske dinastije, ki so trdile, da izvirajo iz islamskega preroka Mohameda: najprej rodbina Saadi, ki je vladala od 1549 do 1659, nato pa rodbina Alavi, ki je ostala na oblasti od 17. stoletja. Maroko se je soočil z agresijo Španije na severu in zavezniki Osmanskega cesarstva, ki so pritiskali proti zahodu.
Pod Saadiji je sultanat leta 1578 v bitki pri Alcácer Quibirju končal portugalsko dinastijo Aviz. Vladavina Ahmada al-Mansurja je sultanatu prinesla novo bogastvo in ugled, velika ekspedicija v Zahodno Afriko pa je leta 1591 zadala uničujoč poraz imperiju Songhay. Vendar se je upravljanje ozemelj čez Saharo izkazalo za pretežko. Po al-Mansurjevi smrti je bila država razdeljena med njegove sinove.
Po obdobju politične razdrobljenosti in konfliktov med zatonom rodbine Saadi je Maroko končno ponovno združil alavijski sultan al-Rašid v poznih 1660-ih, ki je zavzel Fes leta 1666 in Marakeš leta 1668.:225 Alavijem je uspelo pri stabilizaciji svojega položaja in čeprav je bilo kraljestvo manjše od prejšnjih v regiji, je ostalo precej bogato. Proti nasprotovanju lokalnih plemen je Ismail Ibn Šarif (1672–1727) začel ustvarjati enotno državo. S svojo rifsko vojsko je ponovno zasedel angleški Tangier, ki so ga zapustili leta 1684 in pregnal Špance iz Laracheja leta 1689. Portugalci so leta 1769 zapustili Mazagão (sodobni El Džadida), svoje zadnje ozemlje v Maroku. Vendar pa je obleganje Melille proti Špancem so leta 1775 končali s porazom.
Maroko je bil leta 1777 prva država, ki je novonastale Združene države priznala kot neodvisno državo. Na začetku ameriške revolucije so bile ameriške trgovske ladje v Atlantskem oceanu izpostavljene napadom drugih flot. 20. decembra 1777 je maroški sultan Mohamed III. izjavil, da bodo ameriške trgovske ladje pod zaščito sultanata in bodo tako lahko uživale varen prehod. Maroško-ameriška pogodba o prijateljstvu iz leta 1786 velja za najstarejšo neprekinjeno prijateljsko pogodbo Združenih držav.

### Francoski in španski protektorat
Ko se je Evropa industrializirala, je bila severozahodna Afrika vse bolj cenjena zaradi svojega potenciala za kolonizacijo. Francija je že leta 1830 pokazala močno zanimanje za Maroko, ne le zaradi zaščite meje svojega alžirskega ozemlja, temveč tudi zaradi strateškega položaja Maroka z obalami na Sredozemskem morju in odprtem Atlantiku. Leta 1860 je zaradi spora o španski enklavi Ceuta Španija napovedala vojno. Zmagovita Španija je dobila dodatno enklavo in povečano Ceuto v naselju. Leta 1884 je Španija ustvarila protektorat na obalnih območjih Maroka.
Leta 1904 sta si Francija in Španija izklesali vplivni coni v Maroku. Priznanje francoske vplivne sfere s strani Združenega kraljestva je sprožilo močan odziv Nemškega cesarstva; in kriza je grozila leta 1905. Zadeva je bila rešena na konferenci v Algecirasu leta 1906. Kriza v Agadirju leta 1911 je povečala napetosti med evropskimi silami. S pogodbo iz Feza iz leta 1912 je Maroko postal protektorat Francije in leta 1912 sprožil nemire v Fesu. Španija je še naprej upravljala svoj obalni protektorat. Z isto pogodbo je Španija prevzela vlogo zaščitne oblasti nad severno obalno in južno saharsko cono.
V Maroko je vstopilo na desettisoče kolonistov. Nekateri so pokupili velike količine bogate kmetijske zemlje, drugi pa so organizirali izkoriščanje in posodobitev rudnikov in pristanišč. Interesne skupine, ki so se oblikovale med temi elementi, so nenehno pritiskale na Francijo, da bi povečala svoj nadzor nad Marokom – pri čemer so se nekatera maroška plemena povezala s Francozi proti drugim konkurenčnim plemenom že od samega začetka osvajanja. Francoski kolonialni upravitelj, generalni guverner maršal Hubert Lyautey, je iskreno občudoval maroško kulturo in mu je uspelo uvesti skupno maroško-francosko upravo ter hkrati ustvariti sodoben šolski sistem. Več divizij maroških vojakov (Goumiers ali redne enote in častniki) je služilo v francoski vojski v prvi in drugi svetovni vojni ter v španski nacionalistični vojski v španski državljanski vojni in po njej (Regulares). Institucija suženjstva je bila odpravljena leta 1925.
Med letoma 1921 in 1926 je vstaja v gorovju Rif, ki jo je vodil Abd El Krim, pripeljala do ustanovitve Republike Rif. Španci so uporabili proticivilne bombne napade in iperit, da bi Republiki Rif preprečili pridobitev neodvisnosti. Samo na Annualu v juliju in avgustu 1921 so izgubili več kot 13.000 vojakov. Riffi je do leta 1927 zatrla francosko-španska vojska. Žrtve na špansko-francoski strani so bile 52.000, z Riffija pa 10.000 umrlih.
Leta 1943 je bila ustanovljena stranka Istiqlal (Stranka za neodvisnost), da bi si prizadevala za neodvisnost, ob diskretni podpori ZDA. Maroški nacionalisti so se močno opirali na transnacionalne aktivistične mreže za lobiranje za odpravo kolonialne vladavine, predvsem v Združenih narodih. Stranka Istiqal je nato zagotovila večino vodstva nacionalističnega gibanja.
Francosko izgnanstvo sultana Mohameda V. leta 1953 na Madagaskar in njegova zamenjava z nepriljubljenim Mohamedom Ben Aarafo sta sprožila aktivno nasprotovanje francoskemu in španskemu protektoratu. Najbolj opazno nasilje se je zgodilo v Oujdi, kjer so Maročani na ulicah napadli Francoze in druge evropske prebivalce. Francija je Mohamedu V. dovolila vrnitev leta 1955 in naslednje leto so se začela pogajanja, ki so vodila do neodvisnosti Maroka. Marca 1956 je Maroko ponovno pridobil svojo neodvisnost od Francije kot Kraljevina Maroko. Mesec dni pozneje je Španija prepustila protektorat v severnem Maroku novi državi, vendar je obdržala dve obalni enklavi (Ceuta in Melilla) na sredozemski obali, ki sta izhajali iz prejšnjih osvajanj, nad katerima pa Maroko še danes zahteva suverenost.

### Neodvisni Maroko
V 30. letih je več skupin Maročanov zahtevalo politične spremembe, med njimi najmočnejša stranka Istiglal, ki jo je 1947 podprl tudi sultan Mohamed V. Maroški (1927–1953). Zaradi zahtev po neodvisnosti so Francozi sultana 1953 izgnali, voditelji Istiklala pa so začeli oborožen upor  proti Francozom. Ti so bili zaradi krize v Indokini in začetka osvobodilne vojne v Alžiriji prisiljeni sprejeti politično rešitev. Sultan se je vrnil na prestol, 2. marca 1956 pa so razglasili konec francoskega protektorata in neodvisnost Maroka. 7. aprila 1956 so preklicali še španski protektorat nad severnim delom Maroka, 14. avgusta 1957 pa razglasili neodvisno Kraljevino Maroko s  kraljem Mohamedom V. (1957–1961). Oktobra 1957 so k Maroku priključili Tanger, v začetku 1958 pa dotlej špansko Tarfayo. Po smrti kralja Mohameda V. Je politiko modernizacije Maroka nadaljeval njegov sin Hasan II. (26. junij 1961). Prvo ustavo je Maroko dobil 7. decembra 1962, vendar je kralj Hasan ostro nastopil proti opoziciji, zlasti proti socialistično usmerjeni Nacionalni zvezi ljudskih sil.
Španija je 1969 prepustila Maroku eksklavo Ifni ob atlantski obali, 1976 pa se je z madridskim sporazumom (14. november 1975) odpovedala Španski Sahari, ki sta jo razdelila Maroko in Mavretanija (14. aprila 1976). Ko se je Mavretanija 1979 odpovedala svojemu deležu je maroška vojska zasedla tudi južni del nekdanje španske kolonije.3.3. 1994 je kralj Hasan uradno zahteval še priključitev španskih eksklav Ceuta in Melilla maroški državi.
4. septembra 1992 so na referendumu sprejeli novo ustavo, s katero je kralj ohranil večino svojih obsežnih pristojnosti. Po njegovi smrti (23. julija 1999) je prestol nasledil njegov sin Mohamed VI. In začel s postopno modernizacijo maroške družbe, vendar se pri tem spopada z odporom radikalnih islamistov (teroristični napad v Casablanci 16. maja 2003), pa tudi rešitve zahodnosaharskega problema še vedno niso našli.

## Geografija

### Lega in površje
Maroko ima obalo ob Atlantskem oceanu, ki sega mimo Gibraltarskega preliva v Sredozemsko morje. Na severu meji na Španijo (vodna meja skozi preliv in kopenske meje s tremi majhnimi eksklavami pod španskim nadzorom, Ceuta, Melilla in Peñón de Vélez de la Gomera), na vzhodu na Alžirijo in na jugu na Zahodno Saharo. Ker Maroko nadzoruje večino Zahodne Sahare, je njegova de facto južna meja z Mavretanijo.
Mednarodno priznane meje države ležijo med 27° in 36° S ter 1° in 14° Z zemljepisne dolžine.
Geografija Maroka sega od Atlantskega oceana do gorskih območij do puščave Sahare. Je ena od le treh držav (poleg Španije in Francije), ki ima tako atlantsko in sredozemsko obalo.
Velik del Maroka je gorat. Gorovje Atlas je predvsem v središču in na jugu države. Gorovje Rif je na severu države. Na obeh območjih živijo predvsem Berberi. Njegova skupna površina je približno 446.300 km2. Alžirija meji na Maroko na vzhodu in jugovzhodu, čeprav je meja med državama zaprta od leta 1994.
Špansko ozemlje v severozahodni Afriki, ki meji na Maroko, obsega pet enklav na sredozemski obali: Ceuta, Melilla, Peñón de Vélez de la Gomera, Peñón de Alhucemas, otoki Chafarinas in sporni otoček Perejil. Ob atlantski obali Kanarski otoki pripadajo Španiji, Madeira na severu pa je Portugalska. Na severu Maroko meji na Gibraltarski preliv, kjer ima mednarodni ladijski promet neoviran tranzitni prehod med Atlantikom in Sredozemljem.
Gorovje Rif se razprostira na območju, ki meji na Sredozemlje od severozahoda proti severovzhodu. Gorovje Atlas poteka po hrbtenici države, od severovzhoda proti jugozahodu. Večina jugovzhodnega dela države je v puščavi Sahara in je kot tak na splošno redko poseljen in ekonomsko neproduktiven. Večina prebivalstva živi severno od teh gora, medtem ko na jugu leži Zahodna Sahara, nekdanja španska kolonija, ki jo je Maroko priključil leta 1975 (glej Green March). Maroko trdi, da je Zahodna Sahara del njenega ozemlja in ga imenuje svoje južne province.
Glavno mesto Maroka je Rabat; največje mesto in glavno pristanišče je Casablanca. Druga mesta z več kot 500.000 prebivalci v maroškem popisu leta 2014 so Fes, Marakeš, Meknes, Salé in Tanger.
Maroko je v standardu geografskega kodiranja ISO 3166-1 alpha-2 predstavljen s simbolom MA. Ta koda je bila uporabljena kot osnova za maroško internetno domeno .ma.

### Podnebje
Podnebje v Maroku je v glavnem območje »vročega poletnega Sredozemlja« (Csa) in »vroče puščave« (BWh).
Osrednje gorske verige in učinki hladnega Kanarskega toka ob atlantski obali so pomembni dejavniki za razmeroma veliko različnih vegetacijskih območij Maroka, ki segajo od bujnih gozdov v severnih in osrednjih gorah do step, polsušnih in puščavskih območij v vzhodnih in južnih regijah. V maroških obalnih nižinah so tudi poleti zmerne temperature.
V gorovju Rif, srednjem in visokem Atlasu obstaja več različnih vrst podnebja: sredozemsko vzdolž obalnih nižin, ki se umakne vlažnemu zmernemu podnebju na višjih legah z zadostno količino vlage, ki omogoča rast različnih vrst hrastov, preproge iz mahu, brina in atlantske cedre, ki je kraljevsko drevo iglavcev, endemično za Maroko. V dolinah rodovitna prst in velika količina padavin omogočajo rast gostih in bujnih gozdov. Oblačne gozdove lahko najdemo na zahodu gorovja Rif in Srednjega Atlasa. V višjih legah postane podnebje alpskega značaja in lahko vzdržuje smučišča.
Jugovzhodno od gorovja Atlas, blizu alžirskih meja, postane podnebje zelo suho z dolgimi in vročimi poletji. Ekstremna vročina in nizka raven vlage sta še posebej izraziti v nižinskih predelih vzhodno od pogorja Atlas zaradi učinka padavinske sence gorskega sistema. Skrajni jugovzhodni deli Maroka so zelo vroči in vključujejo dele puščave Sahara, kjer so obsežni odseki peščenih sipin in skalnatih ravnic posejani z bujnimi oazami.
V nasprotju s Saharo na jugu so obalne ravnice v osrednjem in severnem delu države rodovitne in predstavljajo hrbtenico kmetijstva države, v kateri živi 95 % prebivalstva. Neposredna izpostavljenost severnemu Atlantskemu oceanu, bližina celinske Evrope ter razpotegnjeni gorovji Rif in Atlas so dejavniki precej evropskega podnebja v severni polovici države. Zaradi tega je Maroko država kontrastov. Gozdnate površine pokrivajo približno 12 % države, obdelovalne površine pa 18 %. Približno 5 % maroške zemlje je namakane za kmetijsko rabo.
Padavine so v glavnem od novembra do aprila (v Visokem Atlasu kot sneg), poletni meseci so skoraj brez padavin, z visokimi temperaturami v notranjosti, ob atlantski obali pa so temperature zaradi hladnejšega Kanarskega toka zmernejše. Na severu pade 800 – 1000 mm padavin, na atlantski obali in v osrednjih delih 250 – 500 mm, v Visokem Atlasu 600 – 1200 mm, onstran Atlasa in jugu manj kot 100 mm. Casblanca (jan. 12,5°C, avg. 22,5°C, 429 mm padavin), Markeš (jan. 11,6°C, jul. 27,9°C, 246 mm), Ouarzazete (jan. 8,8°C, jul. 29,7°C, 112 mm).
Zaradi bližine Maroka puščavi Sahara in Severnemu morju Atlantskega oceana se pojavita dva pojava, ki vplivata na regionalne sezonske temperature, in sicer z zvišanjem temperatur za 7–8 stopinj Celzija, ko jugo (tudi široko) piha z vzhoda in povzroča vročinske valove, ali z znižanjem temperatur za 7–8 stopinj Celzija, ko od severozahoda piha hladen vlažen zrak, ki ustvarja mrzli val ali hladno obdobje. Vendar ti pojavi v povprečju ne trajajo več kot dva do pet dni.
Pričakuje se, da bodo podnebne spremembe znatno vplivale na Maroko na več razsežnostih. Kot obalna država z vročim in sušnim podnebjem bodo vplivi na okolje verjetno široki in raznoliki. Glede na indeks uspešnosti glede podnebnih sprememb za leto 2019 je bil Maroko uvrščen na drugo mesto po pripravljenosti za Švedsko.

### Vode
Največje reke izvirajo v Srednjem Atlasu in so pomembne za pridobivanje električne energije in umetno namakanje (okoli 100 zadrževalnikov – jezov, v katerih zadržujejo zimske viške padavin – 15,8 mrd. m3 vode). Največje reke so Moulouya (515 km), Seabu (450 km) in Oum er Rbia (555 km), na jugu vadi Oued Draa. Pretoki so največji spomladi, ko v gorah kopni sneg, poleti vse manjše reke presahnejo.

### Biotska raznovrstnost
Maroko ima široko paleto biotske raznovrstnosti. Je del sredozemskega bazena, območja z izjemnimi koncentracijami endemičnih vrst, ki so podvržene hitrim izgubam habitata, in zato velja za žariščno točko za prednostno ohranitev. Avifavna je precej raznolika. Ptičja favna Maroka vključuje skupaj 454 vrst, od katerih jih je pet prinesel človek, 156 pa jih vidimo redko ali po naključju.
Berberski lev ( Panthera leo leo), ki so ga v divjini lovili do izumrtja, je bil podvrsta, ki izvira iz Maroka in je nacionalni simbol. Zadnji berberski lev v naravi je bil ustreljen v gorovju Atlas leta 1922. Druga dva glavna plenilca severne Afrike, atlaški medved (Ursus arctos crowtheri) in berberski leopard, sta zdaj izumrla oziroma kritično ogrožena. Reliktne populacije zahodnoafriškega krokodila (Crocodylus suchus) so se v reki Draa ohranile do 20. stoletja.
Berberski makak (Macaca sylvanus), endemit prvakov v Maroku in Alžiriji, se prav tako sooča z izumrtjem zaradi prekinitve človekovega odvzema za trgovino, urbanizacije, širjenja lesa in nepremičnin, ki zmanjšujejo gozdnata območja – habitat makakov.
Trgovina z živalmi in rastlinami za hrano, hišne ljubljenčke, medicinske namene, spominke in foto rekvizite je pogosta po Maroku, kljub temu, da je večina tega po zakonih nezakonita. Ta trgovina je neregulirana in povzroča neznano zmanjšanje divjih populacij avtohtonih maroških prostoživečih živali. Zaradi bližine severnega Maroka Evropi se vrste, kot so kaktusi, želve, kože sesalcev in ptice visoke vrednosti (sokoli in droplje), zbirajo v različnih delih države in izvažajo v znatnih količinah, s posebno velikimi količinami jegulj pridelano – 60 ton izvoz na Daljni vzhod v obdobju 2009‒2011.
Maroko je dom šestih kopenskih ekoregij: sredozemski iglasti in mešani gozdovi, sredozemska brinova stepa visokega Atlasa, suhi gozdovi sredozemske akacije in arganije, sredozemski suhi gozdovi in stepe, sredozemski gozdovi in makija ter severnosaharske stepe in gozdovi.

## Prebivalstvo in poselitev

### Prebivalstvo
Maroko ima približno 37.076.584 prebivalcev (ocena 2021). Prebivalcev Maroka je bilo leta 1960 11,6 milijona. Po popisu prebivalstva leta 2014 je bilo v državi okoli 84.000 priseljencev. Od teh prebivalcev, rojenih v tujini, je bila večina francoskega porekla, sledili pa so jim posamezniki predvsem iz različnih narodov v Zahodni Afriki in Alžiriji. Obstaja tudi nekaj tujih prebivalcev španskega porekla. Nekateri med njimi so potomci kolonialnih naseljencev, ki delajo predvsem za evropske multinacionalke, drugi pa so poročeni z Maročani ali pa so upokojenci. Maroko je bil pred osamosvojitvijo dom pol milijona Evropejcev, večina je bila kristjanov. Poleg tega je bil Maroko pred osamosvojitvijo dom 250.000 Špancev. Nekoč pomembna judovska manjšina v Maroku se je od svojega vrhunca 265.000 leta 1948 znatno zmanjšala in leta 2022 padla na okoli 3500.
Maroko ima veliko diasporo, ki je večinoma v Franciji, ki naj bi imela več kot milijon Maročanov do tretje generacije. Velike maroške skupnosti so tudi v Španiji (približno 700.000 Maročanov), na Nizozemskem (360.000) in v Belgiji (300.000). Druge velike skupnosti je mogoče najti v Italiji, Kanadi, Združenih državah in Izraelu, kjer naj bi maroški Judje predstavljali drugo največjo judovsko etnično podskupino.

### Etnične skupine
V Maroku je etnična identiteta globoko prepletena z jezikom in kulturo, pri čemer prebivalstvo sestavljata predvsem dve veliki skupini: Arabci in Berberi. Vendar pa Višja komisija za načrtovanje, državni statistični urad države, ne zbira podatkov o etnični demografiji, navajajoč zgodovinske težave pri razlikovanju med Arabci in Berberi, tudi med govorci Berberskega jezika.
Arabci so največja in večinska etnična skupina, ki predstavljajo med 65 % in 80 % maroškega prebivalstva. Ocenjuje se, da avtohtoni Berberi predstavljajo med 30 % in 35 % prebivalstva. Berberi, ki so znani tudi kot Amazigi, so običajno razdeljeni v tri glavne skupine z različnimi dialekti, ki živijo razpršeno na podeželskih gorskih območjih, in sicer Rifijci v Rifu, Zajani v Srednjem Atlasu in ljudstvo Shilha v Antiatlasu. Od 7. stoletja je dotok arabskih migrantov z Arabskega polotoka prispeval k oblikovanju demografske, kulturne in genetske krajine Maroka. Poleg tega znaten del prebivalstva vključuje Haratine, Sahrawije in Gnawe, potomce zahodnoafriških ali rasno mešanih zasužnjenih ljudstev, pa tudi Moriske, evropske muslimane, izgnane iz Španije in Portugalske v 17. stoletju.
Po podatkih Encyclopædia Britannica je 44 % Maročanov Arabcev, 24 % arabiziranih Berberov, 21 % Berberov in 10 % Mavretancev. Poleg tega Minority Rights Group International ocenjuje, da okoli 90.000 Saharcev prebiva v mednarodno priznanem Maroku v primerjavi s približno 190.000 v sporni Zahodni Sahari.

## Upravna ureditev
Maroška ustava predvideva monarhijo s parlamentom in neodvisnim sodstvom. Z ustavnimi reformami iz leta 2011 je maroški kralj obdržal manj izvršilnih pooblastil, medtem ko so bila pooblastila predsednika vlade povečana. Ustava podeljuje kralju častna pooblastila (med drugimi pooblastili); je hkrati posvetni politični voditelj in "poveljnik vernikov" kot neposredni potomec preroka Mohameda. Predseduje Svetu ministrov; imenuje predsednika vlade iz vrst politične stranke, ki je na parlamentarnih volitvah dobila največ mandatov, in na predlog slednje imenuje člane vlade.
Predstavniška skupščina Maroka (Majlis an-Nuwwâb/Assemblée des Répresentants) ima 395 članov, izvoljenih za petletni mandat, 305 izvoljenih v večkrožnih volilnih enotah in 90 na nacionalnih listah, ki jih sestavljajo ženske in mladina.
Skupščina svetnikov (Majlis al-Mustasharin) ima 120 članov, izvoljenih za šestletni mandat. 72 članov se voli na regionalni ravni, 20 članov je izvoljenih iz vrst sindikatov, 8 članov iz strokovnih organizacij in 20 iz vrst delavcev.
Zadnje parlamentarne volitve so bile 8. septembra 2021. Volilna udeležba na teh volitvah je bila ocenjena na 50,35 % registriranih volivcev.
Maroko je uradno razdeljen na 12 regij, te pa so razdeljene na 62 provinc in 13 prefektur.
Regije
1. Tanger-Tetouan-Al Hoceima
2. Oriental
3. Fès-Meknès
4. Rabat-Salé-Kénitra
5. Béni Mellal-Khénifra
6. Casablanca-Settat
7. Marrakesh-Safi
8. Drâa-Tafilalet
9. Souss-Massa
10. Guelmim-Oued Noun
11. Laâyoune-Sakia El Hamra
12. Dakhla-Oued Ed-Dahab

### Status Zahodne Sahare
Status regij Saguia el-Hamra in Río de Oro je sporen. V vojni v Zahodni Sahari se je fronta Polisario, saharsko uporniško narodnoosvobodilno gibanje, borilo tako proti Maroku kot Mavretaniji med letom 1976 in prekinitvijo ognja leta 1991, ki še vedno velja. Misija Združenih narodov MINURSO je zadolžena za organizacijo referenduma o tem, ali naj ozemlje postane neodvisno ali priznano kot del Maroka.
Del ozemlja, Svobodna cona, je večinoma nenaseljeno območje, ki ga nadzoruje Fronta Polisario kot Saharska arabska demokratična republika. Njegov upravni sedež je v Tindoufu v Alžiriji. Od leta 2006 nobena država članica ZN ni priznala maroške suverenosti nad Zahodno Saharo. Leta 2020 so ZDA pod Trumpovo administracijo postale prva zahodna država, ki je podprla izpodbijano suverenost Maroka nad sporno regijo Zahodne Sahare, na podlagi sporazuma, da bo Maroko istočasno normaliziral odnose z Izraelom.
Leta 2006 je maroška vlada prek Maroškega kraljevega svetovalnega sveta za saharske zadeve (CORCAS) predlagala avtonomni status regije. Projekt je bil predstavljen Varnostnemu svetu Združenih narodov sredi aprila 2007. Predlog so spodbujale maroške zaveznice, kot so ZDA, Francija in Španija. Varnostni svet je strani pozval k neposrednim in brezpogojnim pogajanjem za dosego obojestransko sprejemljive politične rešitve.

## Gospodarstvo
Gospodarstvo Maroka velja za relativno liberalno gospodarstvo, ki ga ureja zakon ponudbe in povpraševanja. Od leta 1993 je država sledila politiki privatizacije nekaterih gospodarskih sektorjev, ki so bili prej v rokah vlade. Maroko je postal pomemben akter v afriških gospodarskih zadevah in je šesto največje gospodarstvo v Afriki glede na BDP (PKM). Maroko je bil po indeksu kakovosti življenja Economist Intelligence Unit uvrščen med prve afriške države pred Južno Afriko. Vendar pa je v letih, odkar je bila dana ta prva uvrstitev, Maroko zdrsnil na četrto mesto za Egiptom.
Vladne reforme in stalna letna rast v regiji 4–5 % od leta 2000 do 2007, vključno s 4,9-odstotno medletno rastjo v letih 2003–2007, so maroškemu gospodarstvu pomagale, da je postalo veliko močnejše v primerjavi z nekaj leti prej. Svetovna banka je za leto 2012 napovedala 4-odstotno stopnjo rasti za Maroko in 4,2-odstotno za naslednje leto 2013.
Storitveni sektor predstavlja nekaj več kot polovico BDP, industrija, ki jo sestavljajo rudarstvo, gradbeništvo in proizvodnja, pa dodatno četrtino. Panoge, ki so zabeležile največjo rast, so turizem, telekomunikacije, informacijska tehnologija in tekstil.

### Turizem
Turizem je eden najpomembnejših sektorjev maroškega gospodarstva.[163] Je dobro razvito z močno turistično industrijo, osredotočeno na obalo, kulturo in zgodovino države. Maroko je leta 2019 privabil več kot 13 milijonov turistov. Turizem je za fosfatno industrijo drugi največji vir deviznih prihodkov v Maroku. Maroška vlada veliko vlaga v razvoj turizma, leta 2010 je vlada predstavila svojo vizijo 2020, ki načrtuje, da bo Maroko ena izmed 20 najboljših turističnih destinacij na svetu in podvojila letno število mednarodnih prihodov na 20 milijonov do leta 2020, z upanjem, da se bo turizem takrat dvignil na 20 % BDP.
Velike tržne kampanje, ki jih je sponzorirala vlada, da bi pritegnile turiste, so Maroko oglaševale kot poceni in eksotično, a varno mesto za turiste. Večina obiskovalcev Maroka je še vedno Evropejcev, francoski državljani predstavljajo skoraj 20 % vseh obiskovalcev. Večina Evropejcev obišče med aprilom in avgustom.[165] K relativno velikemu številu turistov v Maroku je pripomogla njegova lokacija – Maroko je blizu Evrope in privablja obiskovalce na svoje plaže. Zaradi bližine Španije se turisti na obalnih območjih južne Španije odpravijo na eno- do tridnevne izlete v Maroko.
Turizem je vse bolj osredotočen na kulturo Maroka, kot so njegova starodavna mesta. Sodobna turistična industrija izkorišča starodavna in islamska mesta Maroka ter njegovo pokrajino in kulturno zgodovino. 60 % turistov obišče Maroko zaradi njegove kulture in dediščine. Agadir je glavno obalno letovišče in ima tretjino vseh maroških prenočitev.
Casablanca je glavno pristanišče za križarjenja v Maroku in ima najbolje razvit trg za turiste v Maroku. Marakeš v osrednjem Maroku je priljubljena turistična destinacija, vendar je med turisti bolj priljubljen zaradi eno- in dvodnevnih izletov, ki ponujajo okus maroškega zgodovino in kulturo. Botanični vrt Majorelle v Marakešu je priljubljena turistična atrakcija. Leta 1980 sta ga kupila modni oblikovalec Yves Saint-Laurent in Pierre Bergé. Njuna prisotnost v mestu je pripomogla k povečanju prepoznavnosti mesta kot turistične destinacije.
Turizem v gorovju Atlas in Rif je najhitreje rastoče območje v maroškem turizmu. Te lokacije imajo odlične možnosti za hojo in treking od konca marca do sredine novembra. Vlada vlaga v pohodniške kroge. V konkurenci s Tunizijo razvijajo tudi puščavski turizem.

### Kmetijstvo
Maroko je imel (2011) ima 17,5 % njiv, 2,9 % trajnih nasadov, 47,1 % trajnih pašnikov, 11,5 % gozdov in drugo: 21,61 % (umetno so namakali 14.850 km² (2004). Večina obdelovalne zemlje je v ravnini ob atlantski obali na severu in v osrednjih delih. 
Kmetijstvo v Maroku zaposluje približno 40 % delovne sile v državi. Tako je največji delodajalec v državi. V deževnih območjih na severozahodu lahko ječmen, pšenico in druga žita gojijo brez namakanja. Na atlantski obali, kjer so obsežne ravnine, gojijo oljke, citruse in vinsko grozdje, večinoma z vodo, ki jo dobavljajo arteški vodnjaki. Gojijo živino in gozdovi dajejo pluto, les za pohištvo in gradbeni material. Del morskega prebivalstva se za preživetje ukvarja z ribolovom. Agadir, Essaouira, El Jadida in Larache so med pomembnimi ribiškimi pristanišči. Pričakuje se, da bodo podnebne spremembe močno prizadele tako kmetijstvo kot ribištvo.
Maroško kmetijsko proizvodnjo sestavljajo tudi pomaranče, paradižniki, krompir, olive in oljčno olje. Visokokakovostni kmetijski proizvodi se običajno izvažajo v Evropo. Maroko proizvede dovolj hrane za domačo porabo razen žit, sladkorja, kave in čaja. Več kot 40 % porabe žit in moke v Maroku je uvoženih iz ZDA in Francije.
Kmetijska industrija v Maroku je uživala popolno davčno oprostitev do leta 2013. Številni maroški kritiki so rekli, da imajo bogati kmetje in velika kmetijska podjetja preveč koristi od neplačevanja davkov in da se revni kmetje spopadajo z visokimi stroški in dobivajo zelo slabo podporo od stanje. Leta 2014 je bilo v okviru zakona o financah odločeno, da bodo kmetijska podjetja s prometom nad 5 milijonov MAD plačevala progresivni davek na dohodek pravnih oseb.

### Rudarstvo in energetika
Maroko ima dve tretjini svetovnih zalog fosfatov (10,6 mrd. t.); največja nahajališča so v srednjem Maroku, izkoriščajo tudi nahajališča v zahodni Sahari. Pridobivajo še svinec in cink, kobalt in baker, od nekovin pa barit, sadro, fluorit in kuhinjsko sol.

#### Rudarstvo (2003)
- fosfati P2O5 7.400.000 ton (3. na svetu)
- barit 470.000 ton (4. na svetu)
- sadra 600.000 ton
- kuhinjska sol 236.000 ton
- cink 70.000 ton
- svinec 38.000 ton

Zaloge fosilnih energijskih virov so skromne; pridobivajo nekaj nafte in zemeljskega plina, pri Tarfayi na jugu je še neizkoriščeno veliko nahajališče oljnih skrilavcev.
Instalirana moč elektrarn je 4100 MW; 95% električne energije pridobijo v TE iz uvoženega premoga in nafte (največja je Jorf Laster, 1400 MW), 4% v HE. Pri Tetuanu deluje prva vetrna elektrarna (50 MW), v načrtu so številne nove pri Tangerju in Agadirju.

### Industrija
Maroko ima razmeroma močno industrijo, ki zaposluje 11% delovne sile in prispeva 16,9% BDP. Več kot polovica industrije je na širšem območu Casablance, druga večja središča so Safi, Rabat in Meknes.
Za izvoz je najpomembnejša predelava fosfatov s središčema v Safi in Jorf Lastar južno od Safija (fosforna kislina, umetna gnojila, natrijev fosfat), od bazične industrije pa so pomembne zlasti železarni v Nadorju pri Medelilli in v Casablanci, talilnica svinca, cinka, bakra in kobalta Guemassa pri Marakešu, rafineriji nafte v Mohammedi in Sidi Kacem ter cementna industrija (Tetuan, Meknes, Casablanca, Safi in Agadir).
Živilska industrija proizvaja za domači trg in izvoz sadne, zelenjavne in ribje konzerve ter sladkor. Zelo uspešno sta razviti tekstilna in usnjarska industrija, ki temeljita na stari obrtni tradiciji in saposljujeta okoli 200.000 delavcev (30% vrednosti izvoza).
Pomembna je še strojna, kovinska (dizelski motorji v Fesu, montaža osebnih in dostavnih avtomobilov v Casablanci) in elektrotehnična industrija (elektromotorji v Fesu, elektronski sestavni deli v Casablanci).

### Promet
Po poročilu o globalni konkurenčnosti iz leta 2019 je Maroko na 32. mestu na svetu po cestah, 16. po morju, 45. po zraku in 64. po železnici. To daje Maroku najboljšo infrastrukturno uvrstitev na afriški celini.
Razvoj sodobne infrastrukture, kot so pristanišča, letališča in železniške povezave, je glavna prednostna naloga vlade. Da bi zadostila naraščajočemu domačemu povpraševanju, je maroška vlada od leta 2010 do 2015 vložila več kot 15 milijard dolarjev v nadgradnjo osnovne infrastrukture.
Maroko ima enega najboljših cestnih sistemov na celini. V zadnjih 20 letih je vlada zgradila približno 1770 kilometrov sodobnih cest, ki večino večjih mest povezujejo s hitrimi cestami s cestnino. Maroško ministrstvo za opremo, promet, logistiko in vodo namerava do leta 2030 zgraditi dodatnih 3380 kilometrov hitrih cest in 2100 kilometrov avtocest, po pričakovanih stroških 9,6 milijarde dolarjev. Osredotoča se na povezovanje južnih provinc, zlasti mest Laayoune in Dakhla, s preostalim delom Maroka.
Leta 2014 je Maroko začel graditi prvi hitri železniški sistem v Afriki, ki povezuje mesti Tanger in Casablanca. Leta 2018 ga je slovesno odprl kralj po več kot desetletju načrtovanja in gradnje s strani maroške nacionalne železniške družbe ONCF. To je prva faza tega, kar je načrtovano za 1500 kilometrov železniškega omrežja za visoke hitrosti v Maroku. Podaljšanje proge do Marakeša je že v načrtu.
Maroko ima tudi največje pristanišče v Afriki in Sredozemlju, Tanger-Med, ki je na 18. mestu na svetu z zmogljivostjo pretovora več kot 9 milijonov kontejnerjev. Je v prosti ekonomski coni Tanger in služi kot logistično središče za Afriko in svet.

## Kultura
Maroko je država z bogato kulturo in civilizacijo. Skozi maroško zgodovino je gostil veliko ljudi. Vsi so vplivali na socialno strukturo Maroka.
Po osamosvojitvi so se slikarstvo in kiparstvo, zabavna glasba, amatersko gledališče in filmsko ustvarjanje dočakali pravi razcvet. Maroško narodno gledališče (ustanovljeno 1956) ponuja redne produkcije maroških in francoskih dramskih del. V poletnih mesecih po vsej državi potekajo umetniški in glasbeni festivali, med njimi tudi Svetovni festival duhovne glasbe v Fèsu.
Vsaka regija ima svoje posebnosti in tako prispeva k nacionalni kulturi in civilizacijski dediščini. Maroko si je med prednostne naloge postavil zaščito svoje raznolike zapuščine in ohranjanje svoje kulturne dediščine.
Kulturno gledano je bil Maroko vedno uspešen pri združevanju svoje arabske, berberske in judovske kulturne dediščine z zunanjimi vplivi, kot sta francoski in španski ter v zadnjih desetletjih anglo-ameriški način življenja.

## Arhitektura
Maroška arhitektura odraža raznoliko geografijo in dolgo zgodovino Maroka, ki so jo zaznamovali zaporedni valovi naseljencev skozi migracije in vojaška osvajanja. Ta arhitekturna dediščina vključuje starorimska mesta, zgodovinsko islamsko arhitekturo, lokalno vernakularno arhitekturo, francosko kolonialno arhitekturo 20. stoletja in moderno arhitekturo.
Večino maroške tradicionalne arhitekture zaznamuje slog, ki se je razvil v islamskem obdobju, od 7. stoletja naprej. Ta arhitektura je bila del širše tradicije »mavrske« ali zahodne islamske arhitekture, ki je bila značilna za Magreb (Maroko, Alžirijo in Tunizijo) in Al Andaluz (muslimansko Španijo in Portugalsko). Zmešal je vplive kulture Amazigh (Berberi) v severni Afriki, predislamske Španije (rimske, bizantinske in vizigotske) in sodobnih umetniških tokov na islamskem Bližnjem vzhodu, da bi skozi stoletja razvil edinstven slog s prepoznavnimi značilnostmi, kot je podkvasti lok, vrtovi riad ter dovršeni geometrijski in arabeskni motivi v lesu, izrezljani štukature in ploščice zellij.
Čeprav maroška arhitektura Amazighov ni strogo ločena od preostale maroške arhitekture, so številne strukture in arhitekturni slogi izrazito povezani s tradicionalno Amazigi ali regijami, v katerih prevladujejo Amazigi, kot so gorovje Atlas ter Sahara in predsaharske regije. Te večinoma podeželske regije zaznamujejo številne kazbe (trdnjave) in ksar (utrjene vasi), ki jih oblikujejo lokalna geografija in družbene strukture, med katerimi je ena najbolj znanih Ait Ben-Hadu. Običajno so izdelani iz nabite zemlje in okrašeni z lokalnimi geometrijskimi motivi. Daleč od tega, da bi bili izolirani od drugih zgodovinskih umetniških tokov okoli sebe, so ljudstva Amazigh v Maroku (in po vsej Severni Afriki) prilagodila oblike in ideje islamske arhitekture svojim razmeram in posledično prispevala k oblikovanju zahodne islamske umetnosti, zlasti med njihovo politično prevlado nad regijo v stoletjih vladavine Almoravidov, Almohadaov in Marinidov.
Moderna arhitektura v Maroku vključuje številne primere zgodnjega 20. stoletja Art déco in lokalno neomavrsko arhitekturo, zgrajeno med francosko in špansko kolonialno okupacijo države med letoma 1912 in 1956 (ali do leta 1958 za Španijo). V poznejšem 20. stoletju, potem ko je Maroko ponovno pridobil svojo neodvisnost, so nekatere nove stavbe še naprej izkazovale poklon tradicionalni maroški arhitekturi in motivom (tudi če so jih zasnovali tuji arhitekti), kot ponazarjata mavzolej Mohameda V. (dokončan leta 1971) in ogromna mošeja Hasana II. v Casablanci (dokončana l 1993). Modernistična arhitektura je očitna tudi v sodobnih gradnjah, ne samo za običajne vsakodnevne strukture, temveč tudi v velikih prestižnih projektih.

## Naravne in kulturne znamenitosti
Ksar Ait-Ben-Hadu

Z obzidjem obdana berberska vas na južni strani Visokega Atlasa. Del svetovne dediščine Unesca.
El Džadida

(al-Jadidah, do 1960 Mazagan), mesto ob atlantski obali JZ od Casablance, ustanovljeno 1514 kot portugalska trgovska naselbina (1769). Trdnjava nad pristaniščem (1513), obzidje z obrambnimi stolpi, Velika mošeja s podzemno cisterno za vodo. Del svetovne dediščine Unesca.
Essaouria

(as-Sawirah; starejše ime Mogador), mesto na nizkem polotoku ob atlantski obali JZ od Safija. Mogočno obzidje s petimi vrati, znotraj njega stari del mesta z Veliko mošejo, ob pristanišču trdnjava Skala iz portugalskega obdobja (15.–16. stol.). Del svetovne dediščine Unesca.
Fes

Fes oz. Faz, najstarejše od štirih kraljevskih mest ter pomembno versko in kulturno središče vsega arabskega sveta. Z obzidjem obdani Stari Fes z labirintom ozkih ulic (del svetovne dediščine UNESC-a) in številnimi pomembnimi stavbami, med drugim verska šola Bou Inania (1350–55), mošeji Qarawiyin (857–862; sedež islamske univerze) in Cherabliyin (1342), grobna mošeja Moulay Idrissa II. (18 stol.), andaluzijska četrt z Andaluzijsko mošejo (859–860). Zunaj medine je Muzej maroške umetnosti v nekdanji palači Dar al-Batha (1897), zahodno od Starega Fesa z obzidjem obdana palača merinidskih vladarjev v 13.st. (Fez el-Jedid).

### Marakeš
Marakeš (Marrakush), eno od štirih kraljevskih mest v veliki oazi ob severnem vznožju Visokega Atlasa, prestolnica vladarskih rodbin Almoravidov in Almohadov. S 16 km dolgim in 6–9 m visokim obzidjem obdano staro mesto (medina; del svetovne dediščine Unesca), je znotraj njega veliki trg Džema al-Fna, mošeja Koutoubia s 77 m visokim minaretom (1153), medresa Ben Jusuf (1565) z mošejo, mošeja Ben Salah (1318–21), palača El Bahia (1894–1900) in slikovite trgovske ulice (suki). V južnem delu mesta Mansourjeva mošeja (1190), ob njej Saadijske grobnice (1590–1600). V njem se nahaja Muzej maroške umetnosti in obrti.

### Meknes
Meknes (Miknas), eno od štirih kraljevskih mest v notranjosti. Z obzidjem obdano staro mestno jedro (del svetovne dediščine UNESC-a) so v njem mestna vrata Bab al-Mansour (17 stol.), verska šola Bou Inanina (1345) in Velika mošeja (1276). Zunaj medine leži mavzolej sultana Moulay Ismaila (1672–1727).

### Mulay Idris
Mulay Idris, manjše mesto severno od Meknesa. Je pomembna muslimanska pot k mavzoleju Mulaja Idrisa, Mohamedovega pravnuka, utemeljitelja prve maroške vladarske rodbine Idrisidov.

### Slap Ouzoud
Okoli 100 m visok slap Ouzoud na gorskem potoku SZ od Marakeša.

### Rabat
Rabat (ar-Ribat) je glavno mesto države ob izlivu reke Bou Regreg v Atlantski ocean. Nad ustjem je slikovita, z obzidjem obdana Kazba Udajas s trdnjavsko mošejo (ok. 1150) in palačo sultana Mulaja Ismaila (17. stol.; danes je v njej etnografski muzej). 45 m visok Hasanov stolp in ostanki nedokončane mošeje, ki naj bi bila največja na svetu (180x140 m; začetek gradnje 1195), ob njej mavzoleja kralja Mohameda V. In Hasana II. Južno od starega mesta stoji sedanja kraljeva palača, v bližini na vzpetini Chellah ostanki rimske naselbine in nekropola merinidskih vladarjev ter arheološki muzej.

### Tetouan
Tetouan je mesto v notranjosti severa Maroka, središče Španskega Maroka (1913–56). Z okoli 5 km dolgim obzidjem obdani stari del mesta (medina), v slikovitem špansko-maroškem slogu z Veliko mošejo (1808), kraljevo palačo (17. stol) in arheološkim muzejem je del Unescove svetovne dediščine.

### Toubkal
Narodni park Toubkal v najvišjem delu Visokega Atlasa. Močno razčlenjen gorski svet z obsežnimi gorskimi tratami ter številnimi avtohtonimi rastlinami. Najvišji vrh je Džebel Toubkal 4167 m.

### Volubilis
Ostanki rimskega mesta Volubilis v hribovju Džebel Zerhoun severno od Meknesa. Karakalov slavolok zmage (217), forum iz 1. stol. z rimsko baziliko in glavnim svetiščem (217), stanovanjske hiše s talnimi mozaiki (2.–3. stol.). Del svetovne dediščine Unesca.